# Flora Robson
Dame Flora McKenzie Robson, DBE (født 28. marts 1902, død 7. juli 1984) var en engelsk teater- og filmskuespiller. Hun blev adlet i 1960 med titlen Dame of the British Empire (Commander of 1 Class, British Empire).
Hun scenedebuterede da hun var 19 år gammel. Hun fokuserede på karakterroller som rollen som Elizabeth 1. af England i Ild over England og Havørnen. Hun blev nomineret til en Oscar for bedste kvindelige birolle for sin præstation i Højt spil i Saratoga. Hun giftede sig aldrig og havde ingen børn.

## Filmografi
- Den sorte lilje (1947)
- Havørnen (1940)
- Stormfulde højder (1939)